# Troleibuzele din Craiova
Rețeaua de troleibuz din Craiova a asigurat transportul electric din oraș. Rețeaua a fost inaugurată în 9 mai 1943 și a fost închisă în octombrie 1944, în urma recuperării de către Armata Roșie a materialului rulant obtinut din Odesa.